# Štefan Rusnák
Štefan Rusnák (* 7. srpna 1971 Trstená) je bývalý slovenský fotbalový útočník.

## Fotbalová kariéra
Hrál za FK Dukla Banská Bystrica, SK Slavia Praha, Bohemians Praha, ŠK Slovan Bratislava, 1. FC Košice, BV Cloppenburg, VfB Oldenburg, MŠK Žilina a ŽP Šport Podbrezová. Záveř své hráčske kariéry dohrál na předměstí Banské Bystrice, v ŠK Kremnička. V evropských pohárech nastoupil v 9 utkáních a dal 1 gól. Za slovenskou reprezentaci nastoupil v 52 utkáních a dal 4 góly.
3. října 1993 v dresu Slavie Praha vstřelil krásný gól „nůžkami“ proti Chebu. Tato branka se dostala v roce 2013 do nominace o nejkrásnější gól české ligy.